# Поствосьмидесятники
Поствосьмидесятниками (кит. упр. 80后, палл. балин-хоу) в Китае называют людей, родившихся после 1980 года. В основном, это дети, рождённые в годы политики ограничения рождаемости, то есть в подавляющем большинстве единственные дети в семье. Вместе с появлением деятелей культуры из числа поствосьмидесятников, таких как Хань Хань и др., к ним было привлечено внимание общественности. Стоит заметить, что многие из поствосьмидесятников не любят, когда их так называют, полагая, что таким образом необоснованно обобщают людей различных мировоззрений и субкультур.

## Представители
- Хань Хань, 1982 г. р., писатель, главное произведение — «Тройная дверь»
- Чунь Шу, писательница, главное произведение — «Пекинская куколка»
- Го Цзинмин, 1983 г. р., писатель, главное произведение — «Город грёз»
- Чжан Цзявэй, писатель, главное произведение — «До свидания, Парис»
- Ли Юйчунь, 1984 г. р., певец
- Лю Сян, 1983 г. р., олимпийский чемпион